# 1958 у кіно

## Події
- 2-18 травня — 11-й Каннський міжнародний кінофестиваль, Канни, Франція.
- 27 червня-8 липня — 8-й Берлінський міжнародний кінофестиваль, Західний Берлін.
- 3 серпня — 3-я церемонія нагородження кінопремію «Давид ді Донателло», Рим, Італія.
- 24 серпня-7 вересня — 19-й Венеційський міжнародний кінофестиваль, Венеція, Італія.

## Фільми
- Запаморочення
- Попіл і діамант

### УРСР
- Сватання на Гончарівці
- Ластівка

## Персоналії

### Народилися
- 13 січня — Газаров Сергій Ішханович, радянський і російський актор і режисер театру і кіно, сценарист, продюсер.
- 9 лютого — П'єр-Лу Ражо, французький актор, режисер, сценарист та продюсер.
- 21 березня — Ґері Олдмен, англійський кіноактор та кінорежисер.
- 30 березня — Андреєв Вадим Юрійович, радянський і російський актор театру, кіно та дубляжу, режисер дубляжу, диктор.
- 9 квітня — Олена Кондулайнен, акторка театру і кіно.
- 18 травня — Міколишина Наталія Григорівна, радянська і російська акторка.
- 20 травня — Олексій Гуськов, радянський і російський актор, продюсер, заслужений артист Росії.
- 30 травня — Олена Майорова, радянська і російська акторка театру і кіно, заслужена артистка РРФСР.
- 13 червня — Сергій Маковецький, радянський і російський актор театру і кіно.
- 22 червня — Жак Боннаффе, французький актор.
- 7 липня — Власов Сергій Опанасович, радянський і російський актор театру і кіно.
- 7 серпня — Золотухін Дмитро Львович, радянський і російський актор театру і кіно, кінорежисер, сценарист і продюсер.
- 24 серпня — Стів Гуттенберг, американський актор, режисер і продюсер.
- 25 серпня — Тім Бертон, американський кінорежисер, мультиплікатор і письменник.
- 1 вересня — Сергій Гармаш, радянський і російський актор театру і кіно.
- 9 вересня — Бернар Бланкан, французький актор.
- 21 вересня — Віктор Вержбицький, радянський і російський актор театру і кіно.
- 20 жовтня — Вігго Мортенсен, американський актор данського походження.
- 26 жовтня — Гусєв Андрій Федорович, російський актор театру та кіно.
- 24 листопада — Смоляков Андрій Ігорович, радянський і російський актор театр і кіно.
- 6 грудня — Олександр Балуєв, радянський і російський актор театру і кіно.
- 9 грудня — Лука Біґацці, італійський кінооператор.
- 30 грудня — Лав Діас, філіппінський кінорежисер, сценарист та продюсер.

### Померли
- 11 січня — Една Перваєнс, американська актриса німого кіно.
- 13 січня — Джессі Луїс Ласкі, американський кінопродюсер.
- 16 січня — Пол Панцер (1872—1958) — американський актор німого кіно німецького походження.
- 29 січня — Голубинський Дмитро Михайлович, український і російський радянський актор.
- 9 лютого — Вільям ЛеБарон, американський кінопродюсер (нар. 1883).
- 13 лютого — Володін Володимир Сергійович, радянський актор театру і кіно.
- 17 лютого — Тала Бірелл, румунська кіноактриса.
- 27 лютого — Гаррі Кон, американський продюсер.
- 6 березня — Сем Тейлор, американський кінорежисер, сценарист та продюсер.
- 22 березня — Жан Дебюкур, французький актор театру та кіно (нар. 1894).
- 19 травня — Рональд Колман, англійський актор.
- 26 травня — Рей Джун, американський кінематографіст
- 6 червня — Ллойд Г'юз, американський актор німого кіно.
- 9 червня — Роберт Донат, британський актор театру та кіно, продюсер, режисер, сценарист.
- 21 червня — Герберт Бренон, американський кінорежисер.
- 17 вересня — Джозефіна Ловетт, американська сценаристка та акторка.
- 12 жовтня — Гордон Гріффіт, американський режисер, продюсер, актор.
- 12 листопада — Ковригін Василь Іванович, радянський актор, режисер, художник кіно.
- 13 листопада — Тимошенко Семен Олексійович, російський радянський кінорежисер і сценарист.
- 15 листопада — Тайрон Павер, американський актор.
- 23 листопада — Вон Глейсер, американський актор (нар. 1872).
- 29 грудня — Едвард Пейл, американський актор кіно.